# Paula Martel
María del Carmen Pérez Ochoa, conocida artísticamente como Paula Martel (San Sebastián, 1 de enero de 1936 - Marbella, 30 de septiembre de 2024) fue una actriz española.

## Biografía
Actriz eminentemente teatral, se forma en los teatros madrileños desde principios de la década de 1960, y forma parte del escenario escénico de la capital, fundamentalmente en las décadas de 1960 y 1970. Se instala en Madrid a finales de 1959 y en enero de 1960 debuta sobre los escenarios del Teatro María Guerrero, con La boda de la chica de Alfonso Paso. Continúa trabajando junto a Julia Gutiérrez Caba en Crimen contra el reloj, en el Teatro Infanta Isabel de Madrid. Otros montajes posteriores incluyen Ardele o la Margarita (1964), de Jean Anouilh, Milagro en Londres (1972),  No te pases de la raya, cariño (1975),  Sólo el amor y la luna traen fortuna (1968) y Olor a corazones (1971), de Manuel Pombo Angulo. Sin embargo, el que probablemente fue su papel más emblemático es el de Ninette en el estreno de una de las obras más representativas e interpretadas del conocido dramaturgo español Miguel Mihura: Ninette y un señor de Murcia (1964) y su continuación, Ninette, modas de París (1966). Fue ella la primera en dar vida a un personaje aparentemente ingenuo pero con carácter, que luego recrearían en cine o televisión actrices como Elsa Pataky o Victoria Vera.
Debuta en el cine en 1961 con la versión que Fernando Fernán Gómez realiza de la obra de Pedro Muñoz Seca La venganza de Don Mendo, dando vida a Azofaifa. Interviene con posterioridad en títulos muy recordados de la historia del cine en España como Margarita se llama mi amor (1961), de Ramón Fernández, Tres de la Cruz Roja (1961), Vuelve San Valentín y La gran familia (1962) (encarnando a la Maestra, la novia de José Luis López Vázquez), las tres de Fernando Palacios, Atraco a las tres (1962), de José María Forqué, Tú y yo somos tres (1964) o No desearás la mujer de tu prójimo (1968), de Pedro Lazaga.
Su paso por televisión se inicia en 1961, con la serie Chicas en la ciudad (1961-1962), de Jaime de Armiñán, en la que comparte plató con Amparo Baró, Alicia Hermida y Elena María Tejeiro. Durante las dos décadas siguientes aparece esporádicamente en emisiones de televisión como Historias de mi barrio (1965), con Félix Navarro, Estudio 1 o Anillos de oro. 
En la década de 1980 se dedica plenamente al teatro, con montajes como Homenaje (1980), La chica del asiento de atrás (1983), La segunda oportunidad (1985) y Pato a la naranja (1986), todas ellas con Arturo Fernández.
Apartada de la interpretación, se dedica durante la década de 1990 a la dirección en España de la firma de moda Hermès (Christian Lacroix). Solamente regresa a los escenarios en 2002 para acompañar a Arturo Fernández en la obra Esmoquin, de Santiago Moncada y su continuación Esmoquin 2 (2003-2006).
Estuvo casada con el actor José María Mompín, fallecido en 1979.